# Torneo de Granby
El Championnats Banque Nationale de Granby es un torneo profesional de tenis, que se celebra en Granby, Canadá. Su primera empezó en 2011. Se lleva a cabo en canchas duras al aire libre una semana antes del US Open.

## Palmarés

### Individual
| Año                | Campeona                                       | Finalista                                      | Resultado                                      |
| ↓ Torneo ITF ↓     | ↓ Torneo ITF ↓                                 | ↓ Torneo ITF ↓                                 | ↓ Torneo ITF ↓                                 |
| ------------------ | ---------------------------------------------- | ---------------------------------------------- | ---------------------------------------------- |
| 2011               | Stéphanie Dubois                               | Ling Zhang                                     | 6-2, 2-6, 6-1                                  |
| 2012               | Eugénie Bouchard                               | Stéphanie Dubois                               | 6-2, 5-2, ret.                                 |
| 2013               | Risa Ozaki                                     | Samantha Murray                                | 0-6, 7-5, 6-2                                  |
| 2014               | Miharu Imanishi                                | Stéphanie Foretz                               | 6-4, 6-4                                       |
| 2015               | Johanna Konta                                  | Stéphanie Foretz                               | 6-2, 6-4                                       |
| 2016               | Jennifer Brady                                 | Olga Govortsova                                | 7-5, 6-2                                       |
| 2017               | Cristiana Ferrando                             | Katherine Sebov                                | 6-2, 6-3                                       |
| 2018               | Julia Glushko                                  | Arina Rodionova                                | 6-4, 6-3                                       |
| 2019               | Lizette Cabrera                                | Leylah Fernandez                               | 6-1, 6-4                                       |
| 2020               | Torneo cancelado debido a la pandemia COVID-19 | Torneo cancelado debido a la pandemia COVID-19 | Torneo cancelado debido a la pandemia COVID-19 |
| 2021               | Torneo cancelado debido a la pandemia COVID-19 | Torneo cancelado debido a la pandemia COVID-19 | Torneo cancelado debido a la pandemia COVID-19 |
| ↓ Torneo WTA 250 ↓ |                                                |                                                |                                                |
| 2022               | Daria Kasátkina                                | Daria Gavrilova                                | 6-4, 6-4                                       |

### Dobles
| Año                | Campeonas                                         | Finalistas                                        | Resultado                                         |
| ↓ Torneo ITF ↓     | ↓ Torneo ITF ↓                                    | ↓ Torneo ITF ↓                                    | ↓ Torneo ITF ↓                                    |
| ------------------ | ------------------------------------------------- | ------------------------------------------------- | ------------------------------------------------- |
| 2011               | Sharon Fichman Sun Shengnan                       | Viktoryia Kisialeva Nathália Rossi                | 6-4, 6-2                                          |
| 2012               | Sharon Fichman Marie-Ève Pelletier                | Shuko Aoyama Miki Miyamura                        | 4-6, 7-5, [10-4]                                  |
| 2013               | Lena Litvak Carol Zhao                            | Julie Coin Emily Webley-Smith                     | 7-5, 6-4                                          |
| 2014               | Hiroko Kuwata Riko Sawayanagi                     | Erin Routliffe Carol Zhao                         | w/o                                               |
| 2015               | Jessica Moore Storm Sanders                       | Laura Robson Erin Routliffe                       | 7-5, 6-2                                          |
| 2016               | Jamie Loeb An-Sophie Mestach                      | Julia Glushko Olga Govortsova                     | 6-4, 6-4                                          |
| 2017               | Ellen Perez Carol Zhao                            | Alexa Guarachi Olivia Tjandramulia                | 6-2, 6-2                                          |
| 2018               | Ellen Perez Arina Rodionova                       | Erika Sema Aiko Yoshitomi                         | 7-5, 6-4                                          |
| 2019               | Haruka Kaji Junri Namigata                        | Quinn Gleason Ingrid Neel                         | 7-6(5), 5-7, [10-8]                               |
| 2020               | Torneo cancelado debido a la pandemia de COVID-19 | Torneo cancelado debido a la pandemia de COVID-19 | Torneo cancelado debido a la pandemia de COVID-19 |
| 2021               | Torneo cancelado debido a la pandemia de COVID-19 | Torneo cancelado debido a la pandemia de COVID-19 | Torneo cancelado debido a la pandemia de COVID-19 |
| ↓ Torneo WTA 250 ↓ |                                                   |                                                   |                                                   |
| 2022               | Alicia Barnett Olivia Nicholls                    | Harriet Dart Rosalie van der Hoek                 | 5-7, 6-3, [10-1]                                  |